# Palatul de Justiție din Bruxelles
Palatul de Justiție (în franceză Palais de Justice, în nederlandeză: Justitiepaleisⓘ) este cea mai importantă clădire a unei instanțe din Belgia.

## Legături externe
- nl  Justitiepaleis Arhivat în 13 februarie 2011, la Wayback Machine.

1. 1 2  archINFORM, accesat în 31 iulie 2018
2. 1 2  Monuments database, 30 octombrie 2017